# Campania din Africa de Nord (Al Doilea Război Mondial)

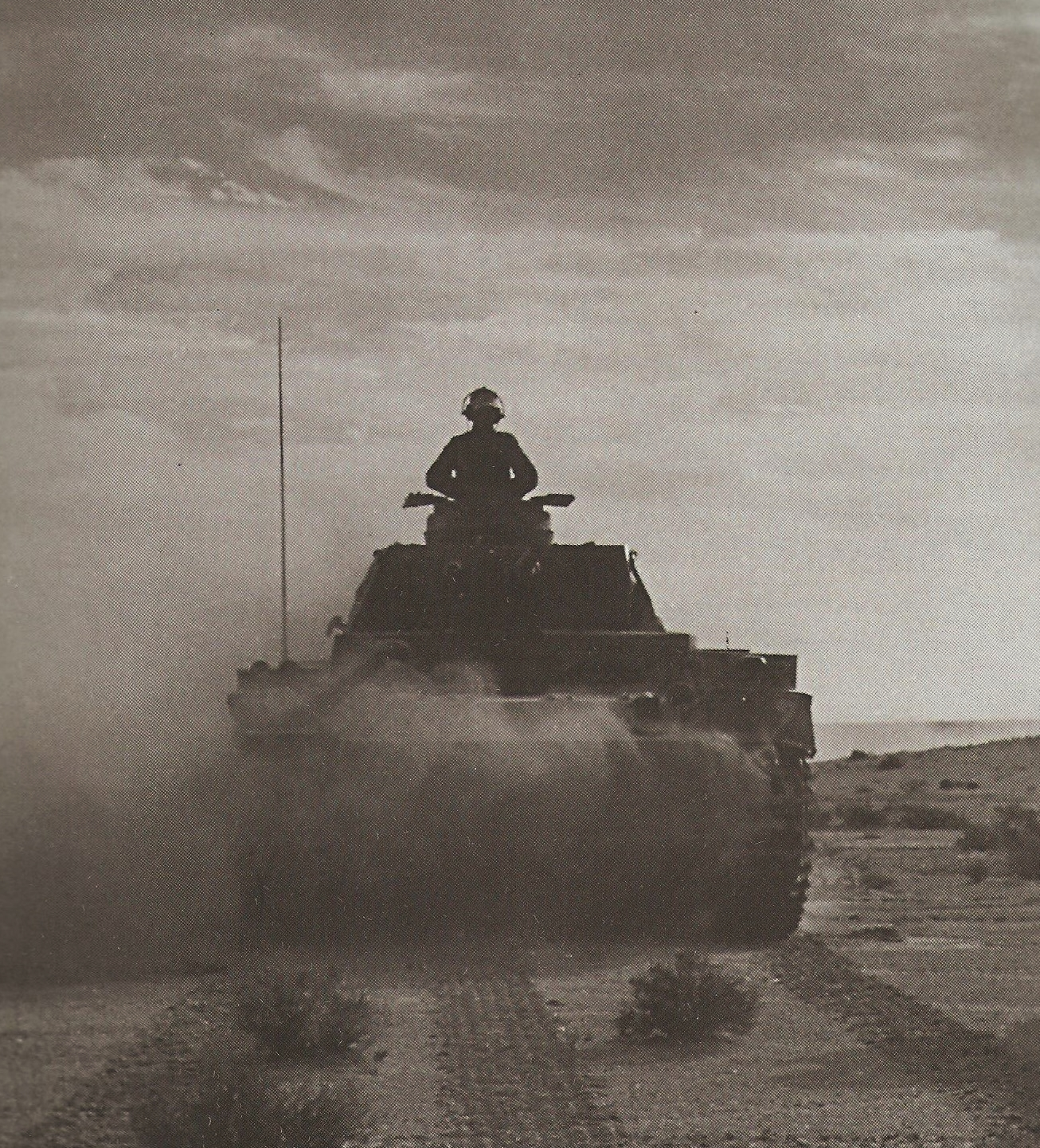

Campania din Africa de nord a fost parte a luptelor celui de-al doilea război mondial și s-a desfășurat între 10 iunie 1940 și 16 mai 1943. A inclus campaniile din Libia și Egipt (din deșertul vestic), din Maroc și Algeria (Operațiunea Torța) și din Tunisia.
Luptele s-au dus între trupele Aliaților și cele ale Puterilor Axei. Trupele germane încep sprijinirea Italiei după eșecurile sale. Efortul Aliat de război a fost dominat la început de trupele Commonwealthului și a celor care recunoșteau autoritatea unor guverne în exil cu sediul la Londra. Pe 11 mai 1942, Statele Unite s-au implicat direct în războiul din nordul Africii. (Istoricii militari americani au tendința să se numească luptele din Maroc, Algeria și Tunisia „Campania din  Africa de nord”, iar la luptele din deșertul de vest „Campania din Libia și Egipt”).
Luptele din Africa de nord au început cu ocuparea Fortului Capuzzo italian din Libia de către forțele britanice în iunie 1940. Au urmat ofensiva italiană și contraofensiva forțelor Commonwealthului. Când italienii au suferit o serie de înfrângeri grele, Afrika Korps germane comandate de feldmareșalul Erwin Rommel au venit în sprijinul aliaților lor. După o serie de lupte care a împins linia frontului înainte și înapoi de-a lungul Libiei și Egiptului, forțele britanice comandate de generalul Bernard Montgomery a reușit să împingă forțele Axei înapoi în Tunisia. După debarcarea Aliată de sub comanda generalului american Dwight Eisenhower din vestul Africii (Operațiunea Torța) de la sfârșitul anului 1942 și după luptele Aliaților cu forțele Regimului de la Vichy, (care între timp trecuse de partea Axei), forțele Commonwealthului și ale americanilor au reușit să încercuiască forțele Axei în Tunisia de nord și le-au forțat să capituleze.
Forțând Puterile Axei să lupte pe un nou front în Africa de nord, Aliații occidentali au asigurat o oarecare ușurare a presiunii exercitate împotriva sovieticilor pe frontul de răsărit. Informațiile obținute cu ajutorul mașinii de decodificat Ultra au fost de primă importanță pentru obținerea succesului în campania din Africa de nord.

## Campania din deșertul de vest
Campania din Africa de nord a fost importantă din punct de vedere strategic, atât pentru Aliați, cât și pentru Axă. Aliații au folosit campania ca pe o etapă spre deschiderea celui de-al doilea front împotriva Axei și a contribuit la ușurarea presiunilor exercitate asupra frontului de răsărit. Puterile Axei plănuiseră să domine Marea Mediterană prin controlul asupra Gibraltarului și asupra Canalului Suez, având în vedere executarea unui atac care să le asigure accesul la câmpurile petroliere bogate din Orientul Mijlociu. Dacă ar fi reușit în întreprinderea lor, Axa ar fi tăiat aproape toate sursele de aprovizionare cu petrol ale aliaților și ar fi crescut în mod remarcabil stocurile de combustibil pentru mașina de război a Axei.
Pe 13 septembrie 1940, Armata a 10-a italiană s-a lansat un atac cu 100.000 de soldați împotriva Egiptului sub control britanic și a stabilit poziții defensive la Sidi Barrani. Armata italiană era compusă în principal din unități nemecanizate, iar, generalul Graziani, conștient de puținătatea informațiilor despre tabăra britanică, a ales să nu continue atacul spre Cairo.
Forțele britaice erau depășite numeric, având numai 35.000 de soldați, dintre care numai jumătate erau trupe combatante. Cu toate acestea, britanicii au lansat un contraatac, Operațiunea Compass. Contraatcul a avut un succes mult mai mare decât se preconizase și a dus la capitularea întregii armate italiene și la înaintarea Aliaților până la El Agheila. Uimitoarea înfrângere a italienilor nu a trecut neobservată și, în scurtă vreme, Deutsches Afrikakorps (Vulpile deșertului), au fost trimise în să lupte împotriva britanicilor.
În ciuda faptului că a avut ca ordin doar să mențină linia frontului, Rommel a lansat o ofensivă de la El Agheila care, cu excepția Tobrukului, a reușit să-i împingă pe Aliați la Salum, repunând liniile frontului aproximativ pe pozițiile inițiale.
În perioada de acalmie care a urmat, forțele Aliaților s-au reorganizat, fiind formată Armata a 8-a britanică în principal din unități britanice, australiene și indiene, dar și din subunități sud-africane, neo-zeelandeze și franceze. Noua armată a lansat o ofensivă și a recucerit teritoriul recent ocupat de Rommel, nereușind să recucerească însă garnizoanele de la Bardia și Salum.  Linia frontului a ajuns din nou la Agheila.
După ce s-a reaprovizionat prin portul Tripoli, Rommel a reluat atacul. A reușit să-i înfrângă pe Aliați la Gazala, a recucerit Tobruk și i-a împins pe britanici până la frontiera Egiptului, unde înaintarea sa a fost oprită în timpul primei bătălii de la El Alamein.
În acest moment, generalul Bernard Montgomery a preluat comanda forțelor Aliate din nordul Africii și, după bătăliile Alam Halfa și de la El Alamein, a început să împingă forțele Axei înapoi pe aliniamentele de plecare, reușind până în cele din urmă să cucerească orașul Tripoli.

## Campania din Algeria și Maroc (Operațiunea Torța)
Campania din Algeria și Maroc a început pe 8 noiembrie 1942 și s-a încheiat pe 11 noiembrie 1942. Într-o încercare de învăluire a  forțelor germane, Aliații occidentali (Statele Unite și Commonwealthul Britanic) au debarcat în Africa Franceză de Nord (aflată sub controlul Regimului de la Vichy) în speranța că vor întâmpina o rezistență redusă. În schimb, forțele Regimului de la Vichy au opus o rezistență puternică forțelor Aliate la Oran (Maroc). În schimb, în Algeria, unde o lovitură de stat a Rezistenței Franceze a reușit să neutralizeze Corpul al XIX-lea francez și guvernul vichyist, debarcarea a decurs fără nicio opoziție, iar capitala Alger a fost ocupată fără luptă. După trei zile de discuții și amenințări, generalul Mark Clark, unul dintre adjuncții lui Eisenhower, l-a convins pe amiralul vichyist François Darlan și pe generalul Alphonse Juin să ordone forțelor franceze să înceteze focul în Maroc pe 11 noiembrie. Darlan a rămas șeful administrației franceze în nordul Africii.
Debarcarea Aliaților în Africa și lipsa unei rezistențe serioase a trupelor franceze au fost pretextul pentru ocuparea de către germani a restului tertoriului francez aflat încă sub controlul guvernului de la Vichy. Ca răspuns, flota franceză a fost sabordată la Toulon, iar restul armatei Regimului de la Vichy cantonată în Africa s-a alăturat Aliaților.  (Vedeți și Forțele Franceze Libere).

## Campania din Tunisia (Operațiunea WOP)
Campania din Tunisia  a început pe 17 noiembrie 1942 și s-a încheiat pe 13 mai 1943 și a fost gândită să îndeplinească trei obiective: 
1. Tăierea liniilor de aprovizionare italiene (5 ianuarie 1943) printr-o debarcare amfibie (Operațiunea Largesse) lângă Sfax în Golful Gabes din estul Tunisiei;
2. Atacarea pozițiilor germane de la Gafsa (17 martie 1943) pentru sprijinirea Operațiunii Pugilist printr-un atac dinspre est efectuat de americanii de la capul linei stabilite de Operațiunea Torța;
3. Să asigure trupelor americane care tocmai terminau Operațiunea Torța și trupelor care soseau după încheierea operațiunii unei șanse să se antreneze în condiții asemănătoare cu debarcarea care avea să aibă loc în Europa.

Deși Rommel a fost prins între forțele americane și britanice, el a reușit să stăvilească atacurile Aliaților printr-o serie de operațiuni defensive, cum a fost cea prin care i-a învins pe americani în Bătălia de la Pasul Kasserine. Pe ansamblu, forțele germane au fost depășite prin flanc, datorită superiorității numerice și în artilerie. După ce britanicii au slăbit apărarea germană de pe Linia Mareth, Aliații au reușit să preseze forțele Axei până când rezistența lor în Africa a fost înfrântă. Forțele Axei au capitulat pe 13 mai 1943, când Aliații au luat peste 275.000 de prizonieri de război. Această pierdere de personal a redus mult capacitatea de luptă a Axei.
Această operațiune a fost finalizată de Operațiunea Retribution, care a fost gândită să prevină evacuarea forțelor italiene și germane din Tunisia. Operațiunea a început pe 7 mai 1943 și s-a concentrat pe atacarea flotei germane de evacuare, care încerca traversarea între Tunisia și Sicilia și mai departe în Italia. În urma operațiunii, 897 germani au fost luați prizonieri pe mare, 653 au reușit să ajungă în Italia și se presupune că restul au murit înecați.

## Urmări
După victoria din Campania din Africa de nord, Aliații occidentali au trecut la pregătirea Campaniei din Italia. Invazia Aliată din Sicilia avea să fie declanșată peste două luni.